# Vladïslav Vasïl'ev
Vladïslav Andreyevïç Vasïl'ev (in kazako Владислав Андреевич Васильев?; Karaganda, 10 aprile 1997) è un calciatore kazako, centrocampista della Dinamo Brėst.

## Carriera

### Club
Ha debuttato fra i professionisti con lo Shahter Qaraǵandy il 7 marzo 2015, disputando l'incontro di Qazaqstan Prem'er Ligasy pareggiato 0-0 contro il Taraz.
Il 15 luglio 2019 è stato acquistato a titolo definitivo dalla squadra bielorussa della Dinamo Brėst.

### Nazionale
Ha giocato nelle nazionali giovanili kazake Under-17 ed Under-19.
Il 14 ottobre 2020 ha esordito con la nazionale maggiore giocando l'incontro di UEFA Nations League perso 2-0 contro la Bielorussia.

## Statistiche

### Presenze e reti nei club
Statistiche aggiornate al 6 gennaio 2022.
| Stagione                   | Squadra                    | Campionato                 | Campionato | Campionato | Coppe nazionali | Coppe nazionali | Coppe nazionali | Coppe continentali | Coppe continentali | Coppe continentali | Altre coppe | Altre coppe | Altre coppe | Totale | Totale |
| Stagione                   | Squadra                    | Comp                       | Pres       | Reti       | Comp            | Pres            | Reti            | Comp               | Pres               | Reti               | Comp        | Pres        | Reti        | Pres   | Reti   |
| -------------------------- | -------------------------- | -------------------------- | ---------- | ---------- | --------------- | --------------- | --------------- | ------------------ | ------------------ | ------------------ | ----------- | ----------- | ----------- | ------ | ------ |
| 2013                       | Shahter Qaraǵandy          | PL                         | 0          | 0          |                 | -               | -               |                    | -                  | -                  |             | -           | -           | 0      | 0      |
| 2014                       | Shahter Qaraǵandy          | PL                         | 0          | 0          |                 | -               | -               |                    | -                  | -                  |             | -           | -           | 0      | 0      |
| 2015                       | Shahter Qaraǵandy          | PL                         | 15         | 1          | CK              | 1               | 0               |                    | -                  | -                  |             | -           | -           | 16     | 1      |
| 2016                       | Shahter Qaraǵandy          | PL                         | 2          | 0          |                 | -               | -               |                    | -                  | -                  |             | -           | -           | 2      | 0      |
| 2017                       | Shahter Qaraǵandy          | PL                         | 6          | 0          | CK              | 1               | 0               |                    | -                  | -                  |             | -           | -           | 7      | 0      |
| Totale Şaxter Qaraǧandy    | Totale Şaxter Qaraǧandy    | Totale Şaxter Qaraǧandy    | 23         | 1          |                 | 2               | 0               |                    | -                  | -                  |             | -           | -           | 25     | 1      |
| 2018                       | Ėnerhetyk-BDU Minsk        | 1L                         | 28         | 10         | CB              | 2               | 0               |                    | -                  | -                  |             | -           | -           | 30     | 10     |
| mar.-lug. 2019             | Ėnerhetyk-BDU Minsk        | PL                         | 15         | 2          |                 | -               | -               |                    | -                  | -                  |             | -           | -           | 15     | 2      |
| Totale Ėnerhetyk-BDU Minsk | Totale Ėnerhetyk-BDU Minsk | Totale Ėnerhetyk-BDU Minsk | 43         | 12         |                 | 2               | 0               |                    | -                  | -                  |             | -           | -           | 45     | 12     |
| lug.-dic. 2019             | Dinamo Brėst               | PL                         | 8          | 0          | CB              | 2               | 1               |                    | -                  | -                  |             | -           | -           | 10     | 1      |
| 2020                       | Ruch Brėst                 | PL                         | 26         | 8          | CB              | 1               | 0               |                    | -                  | -                  |             | -           | -           | 27     | 8      |
| mar.-lug. 2021             | Ėnerhetyk-BDU Minsk        | PL                         | 16         | 5          | CB              | 1               | 1               |                    | -                  | -                  |             | -           | -           | 17     | 6      |
| lug.-dic. 2021             | Andijon                    | OL                         | 8          | 1          |                 | -               | -               |                    | -                  | -                  |             | -           | -           | 8      | 1      |
| Totale carriera            | Totale carriera            | Totale carriera            | 124        | 27         |                 | 8               | 2               |                    | -                  | -                  |             | -           | -           | 132    | 29     |

### Cronologia presenze e reti in nazionale
| Cronologia completa delle presenze e delle reti in nazionale ― Kazakistan | Cronologia completa delle presenze e delle reti in nazionale ― Kazakistan | Cronologia completa delle presenze e delle reti in nazionale ― Kazakistan | Cronologia completa delle presenze e delle reti in nazionale ― Kazakistan | Cronologia completa delle presenze e delle reti in nazionale ― Kazakistan | Cronologia completa delle presenze e delle reti in nazionale ― Kazakistan | Cronologia completa delle presenze e delle reti in nazionale ― Kazakistan | Cronologia completa delle presenze e delle reti in nazionale ― Kazakistan |
| Data                                                                      | Città                                                                     | In casa                                                                   | Risultato                                                                 | Ospiti                                                                    | Competizione                                                              | Reti                                                                      | Note                                                                      |
| ------------------------------------------------------------------------- | ------------------------------------------------------------------------- | ------------------------------------------------------------------------- | ------------------------------------------------------------------------- | ------------------------------------------------------------------------- | ------------------------------------------------------------------------- | ------------------------------------------------------------------------- | ------------------------------------------------------------------------- |
| 14-10-2020                                                                | Minsk                                                                     | Bielorussia                                                               | 2 – 0                                                                     | Kazakistan                                                                | UEFA Nations League 2020-2021 - 1º turno                                  | -                                                                         | 78’                                                                       |
| 28-3-2021                                                                 | Nur-Sultan                                                                | Kazakistan                                                                | 0 – 2                                                                     | Francia                                                                   | Qual. Mondiali 2022                                                       | -                                                                         | 88’                                                                       |
| 1-9-2021                                                                  | Astana                                                                    | Kazakistan                                                                | 2 – 2                                                                     | Ucraina                                                                   | Qual. Mondiali 2022                                                       | -                                                                         | 43’ 90’                                                                   |
| 4-9-2021                                                                  | Helsinki                                                                  | Finlandia                                                                 | 1 – 0                                                                     | Kazakistan                                                                | Qual. Mondiali 2022                                                       | -                                                                         | 63’                                                                       |
| 7-9-2021                                                                  | Zenica                                                                    | Bosnia ed Erzegovina                                                      | 2 – 2                                                                     | Kazakistan                                                                | Qual. Mondiali 2022                                                       | -                                                                         | 81’ 83’                                                                   |
| 12-10-2021                                                                | Astana                                                                    | Kazakistan                                                                | 0 – 2                                                                     | Finlandia                                                                 | Qual. Mondiali 2022                                                       | -                                                                         | 58’                                                                       |
| 13-11-2021                                                                | Parigi                                                                    | Francia                                                                   | 8 – 0                                                                     | Kazakistan                                                                | Qual. Mondiali 2022                                                       | -                                                                         | 60’                                                                       |
| 16-11-2021                                                                | Astana                                                                    | Kazakistan                                                                | 1 – 0                                                                     | Tagikistan                                                                | Amichevole                                                                | -                                                                         |                                                                           |
| 24-3-2022                                                                 | Chișinău                                                                  | Moldavia                                                                  | 1 – 2                                                                     | Kazakistan                                                                | UEFA Nations League 2020-2021 - Play-out                                  | -                                                                         | 65’                                                                       |
| 29-3-2022                                                                 | Astana                                                                    | Kazakistan                                                                | 0 – 1 dts (5 – 4 dtr)                                                     | Moldavia                                                                  | UEFA Nations League 2020-2021 - Play-out                                  | -                                                                         | 44’ 66’                                                                   |
| 6-6-2022                                                                  | Trnava                                                                    | Slovacchia                                                                | 0 – 1                                                                     | Kazakistan                                                                | UEFA Nations League 2022-2023 - 1º turno                                  | -                                                                         | 73’                                                                       |
| 10-6-2022                                                                 | Novi Sad                                                                  | Bielorussia                                                               | 1 – 1                                                                     | Kazakistan                                                                | UEFA Nations League 2022-2023 - 1º turno                                  | -                                                                         | 76’                                                                       |
| Totale                                                                    |                                                                           | Presenze                                                                  | 12                                                                        |                                                                           | Reti                                                                      | 0                                                                         |                                                                           |

## Palmarès

### Club

#### Competizioni nazionali
- Supercoppa del Kazakistan: 1

Şaxter Qaraǧandy: 2013
- Coppa del Kazakistan: 1

Şaxter Qaraǧandy: 2013
- Campionato bielorusso: 1

Dinamo Brėst: 2019